# Pio Tuia
Pio Tuia, né en 1943, a été Ulu o Tokelau, c'est-à-dire chef du gouvernement des Tokelau. Ce poste alterne  entre les faipule du pays - c'est-à-dire les dirigeants de chacun des trois atolls. Chaque faipule est élu pour diriger son atoll avec un mandat de trois ans, dont un an à la tête de l'ensemble du pays. L'Ulu o Tokelau prend ses fonctions en février de chaque année.
Tuia a été Ulu o Tokelau à cinq reprises : de 1996 à 1997, de 1999 à 2000, de 2002 à 2003, de 2005 à 2006, et de 2008 à 2009.
Il fut remplacé le 21 février 2009 par Foua Toloa ; lui-même remplacé en février 2010 par Kuresa Nasau.
À l'inverse de certains de ses prédécesseurs, tels Patuki Isaako, Tuia soutient l'accès des Tokelau à l'autonomie vis-à-vis de la Nouvelle-Zélande,.